# Orgest Buzi
Orgest Buzi (sinh 20 tháng 9 năm 1994 ở Fier) là một cầu thủ bóng đá Albania thi đấu cho Dinamo Tirana ở Giải bóng đá hạng nhất quốc gia Albania mượn từ Bylis Ballsh.